# Svažec
Svažec (německy Ehmed a též Ebmed) je zaniklá vesnice na území obce Nový Kostel, v k. ú. Svažec v okrese Cheb v Karlovarském kraji. Úředně byla vesnice zrušena v roce 1973.
Svažec je také název katastrálního území o rozloze 3,59 km².

## Historie
První písemná zmínka o vesnici pochází z roku 1348. Svažec byl v roce 1869 pod názvem Ehmet osada obce Neukirchen (Nový Kostel), v roce 1880–1930 osada obce Zweifelsreuth (Čižebná), v roce 1950 osada obce Čižebná, v roce 1961–1973 část obce Nový Kostel v okrese Cheb. Od roku 1. 1. 1974 se jako část obce neuvádí.
Vesnice byla uváděna jako majetek panství Lesná a od 16. století v držení rodu Mulzů z Waldau. Byla přes 300 let v držení rodu Mulzů a před rokem 1850 patřila k lubskému panství. V roce 1878 založily vesnice Smrčí, Svažec a Čižebná samostatnou politickou obec se sídlem v Čižebné. V roce 1905 se zabývali ve vesnici pět samostatných obyvatel výrobou hudebních nástrojů.
Po druhé světové válce postihl vesnici odsun německého obyvatelstva a po válce došlo jen k nedostatečnému dosídlení. V roce 1946 bylo možné dosídlit dva hostince a 12 selských statků. Již v roce 1952 bylo zažádáno o povolení zbourání třinácti usedlostí. Definitivní konec vesnice spolu s vesnicí Smrčí bylo ukončeno ve stejný den, konkrétně v roce 1973, kdy již byly vesnice srovnány se zemí. Ve vesnici pramení Svažecký potok. Z celé vesnice se dochoval jediný objekt, bývalá panská myslivna, stojící ovšem 500 metrů od vesnice.

## Obyvatelstvo
Při sčítání lidu v roce 1921 zde žilo 139 obyvatel, všichni německé národnosti, kteří se hlásili k římskokatolické církvi.
| Rok            | 1869 | 1880 | 1890 | 1900 | 1910 | 1921 | 1930 | 1950 | 1961 | 1970 | 1980 | 1991 | 2001 | 2011 |
| -------------- | ---- | ---- | ---- | ---- | ---- | ---- | ---- | ---- | ---- | ---- | ---- | ---- | ---- | ---- |
| Počet obyvatel | 200  | 187  | 149  | 136  | 143  | 139  | 118  | 37   | 9    | —    | —    | —    | —    | 3    |
| Počet domů     | 28   | 30   | 30   | 26   | 25   | 24   | 24   | 24   | —    | —    | —    | —    | 1    | 1    |

## Obecní správa
Svažec byl v roce 1869 pod názvem Ehmet osadou obce Neukirchen (Nový Kostel), v letech 1880–1930 pod názvem Ehmet osadou obce Zweifelsreuth (Čižebná), v roce 1950 osadou obce Čižebná, v letech 1961–1973 částí obce Nový Kostel, od 1. 1. 1974 se již jako část obce neuvádí.